# Потри, Бенуа
Бенуа Потри (фр. Benoît Potterie) — французский политик, бывший депутат Национального собрания Франции.

## Биография
Родился 23 июля 1967 г. в городе Кале (департамент Па-де-Кале). Окончил Университет Нанси I по направлению глазного протезирования. Работал в Сент-Омере. Основал собственный бизнес глазных протезов; к настоящему времени ему принадлежат 8 магазинов в регионе О-де-Франс.
На  выборах в Национальное собрание 2017 г. стал кандидатом движения Вперёд, Республика! по 8-му избирательному округу департамента Па-де-Кале и одержал победу, получив во 2-м туре 56,78 % голосов. В сентябре 2020 года он присоединился к партии Действовать (Agir).
На выборах в Национальное собрание в 2022 году он вновь баллотировался по 8-му округу департамента Па-де-Кале от президентского большинства, занял третье место и не прошел во второй тур. После того, как 2 декабря Конституционный совет отменил итоги выборов в 8-м округе, он снова баллотировался на дополнительных выборах, состоявшихся 22 и 29 января 2023 года, и присоединился к партии Горизонты. Выбыл в первом туре и призвал голосовать за кандидата левых Бертрана Пети, чтобы не допустить избрания кандидата Национального объединения.